# Kelly Graves
Kelly Lee Graves (Salt Lake City, Utah, 1963. január 14. –) amerikai kosárlabdaedző, 2014-től az Oregon Ducks nőikosárlabda-csapatának vezetőedzője.
1994-ben feleségül vette Mary Winterst. Három fiuk (Max, Jackson és Will) született.

## Rangsorok
A Gonzaga Bulldogst országosan 2005-ben a 23., 2010-ben a 12., míg 2011-ben a 8. helyre rangsorolták, ami a valaha elért legjobb eredményük.

## Szezonok

### Saint Mary’s Gaels
Első szezonjában a csapat eredménye 19–9 volt, a konferenciában 9–4-es állással döntetlenben a negyedikek lettek. A következő évben kijutottak első NCAA-bajnokságukra, a konferenciában pedig első helyen végeztek. Utolsó szezonjában a csapat a NIT bajnokságának második körében kikapott.

### Gonzaga Bulldogs
2000-től tizennégy évre a Gonzaga Bulldogs vezetőedzője lett; a korábban rendszerint utolsó helyen végző csapatot országos jelentőségűvé tette. Utolsó hét évében hatszor jutottak ki az NCAA bajnokságára és a 2011–12-es szezonban a konferencia első helyére kerültek.
2014. április 7-én Graves az Oregon Duckshoz távozott; utódja Lisa Mispley Fortier helyettes lett.

### Oregon Ducks
Paul Westhead szerződésének lejártát követően utódja Graves lett; a Ducksnál töltött első szezonja 2001 óta az első vesztes is volt. A második évben a WNIT elődöntőjében kikaptak, a következő két évben pedig a legjobb nyolc közé jutottak. Egy év múlva a csapat történetében először a legjobb négy közé kerültek, ahol kikaptak a Baylor Bears ellen.

## NCAA-bajnokságok

### A Gonzaga Bulldogs első NCAA-bajnoksága
A 2006–07-es szezonban a Bulldogs 13–1-es konferenciaeredményt ért el, a szezon közepén pedig leigazolták Courtney Vanderslootot. A szezont 24–10-es eredménnyel zárták.

### A Gonzaga Bulldogs első NCAA-győzelme
A 2008–09-es szezonban konferenciaeredményük 12–2 volt, és kijutottak második NCAA-bajnokságukra, ahol az első körben legyőzték a Xavier Musketeerst, a másodikban viszont kikaptak a Pittsburgh Panthers ellen.

### A Gonzaga Bulldogs a legjobb tizenhat között
A 2009–10-es szezonban Heather Bowman forward 2133 ponttal megdöntötte az intézmény és a konferencia rekordját is. A csapat konferenciaeredménye 14–0 volt. Az NCAA-bajnokságon történetükben először a Texas A&M Aggies legyőzésével a legjobb tizenhat közé jutottak, a következő játékon viszont kikaptak a Xavier Musketeers ellen.

### A 2011-es NCAA-torna
A 2010–11-es szezonban is 14–0 volt konferenciaeredményük. Az NCAA-bajnokságon legyőzték az Iowa Hawkeyest és a UCLA Bruinst; utóbbi mérkőzésen Courtney Vandersloot lett az I-es divízió első játékosa, aki elérte a kétezer pontot és az ezer passzt is. A Louisville Cardinals elleni győzelemmel a legjobb nyolc közé jutottak, ahol kikaptak a Stanford Cardinals ellen; ez Vandersloot karrierjének végét is jelentette. A szezon végén Gravest a Washington Huskies szerződtette volna, ő azonban inkább a Bulldogsnál maradt, 2011 márciusának végén pedig szerződését 2021-ig meghosszabbították.

### A 2012-es NCAA-torna
2012-ben a konferenciában három év után először kikaptak: a Saint Mary’s Gaels és a BYU Cougars ellen is vesztettek; utóbbi harminc pontos különbséggel tíz év óta a legnagyobb vereségük volt. Később előbbi csapatot legyőzték, utóbbi ellen viszont kikaptak, ami így automatikusan továbbjutott. Mivel a Gonzaga Egyetem campusa volt az NCAA első és második körének egyik helyszíne, ezért a Bulldogs részt vehetett a tornán, ahol legyőzték a Rutgers Scarlet Knightst és a Miami Hurricanest, azonban a Kentucky Wildcats ellen kikaptak.

### A 2013-as NCAA-torna
2013-ban konferenciaeredményük 15–1 volt; a bajnokságon hazai pályán, a McCarthey Atlétikai Centrumban fogadták az Iowa State Cyclonest. A mérkőzést 72–60-ra elveszítették, ezzel véget ért évek óta tartó győztes sorozatuk.

### Távozása a Gonzaga Bulldogstól
2014-ben konferencián kívül 14–2-es eredményt értek el; legjelentősebb mérkőzésük az Ohio State Buckeyes elleni 59–58-as győzelem volt. A konferenciabajnokságon a James Madison Dukes ellen kikaptak, ezután Graves távozott a csapattól.

### Első szezonja az Oregon Ducksnál
2014. április 17-én bejelentették, hogy az Oregon Ducks edzője lesz. Első mérkőzésén 100–77-re legyőzték a Utah State Aggiest, első, Pac-12 Conference-beli győzelmét pedig a UCLA Bruins ellen szerezte. A szezont 13–17-es eredménnyel zárták.

### A 2016-os WNIT
A North Dakota State Bisons elleni volt Graves négyszázadik győzelme. Első szezonjukban a konferencián kívüli mérkőzéseken nem kaptak ki, a konferenciában pedig holtversenyben a hatodik helyre kerültek.
A WNIT-n legyőzték a Long Beach State 49erst, a Fresno State Bulldogst és a Utah Utest, majd a negyeddöntőben a UTEP Minerst is. A következő mérkőzésen kikaptak a South Dakota Coyotes ellen.

### Sabrina Ionescu-éra
A 2016–17-es szezonban volt a legfiatalabbakból álló csapata; hárman, köztük Sabrina Ionescu is elsőévesek voltak. Az NCAA bajnokságon a legjobb tizenhat közé kerülve legyőzték a Maryland Terrapinst, ezzel a legjobb nyolc közé jutottak, ahol kikaptak a UConn Huskies ellen.

### A 2018-as NCAA-torna
2018-ban 18 év után először Pac-12-címgyőztesek lettek. Második évében Ionescu három kategóriában is két számjegyű pontot ért el. A Pac-12 bajnokságán több csapatot is legyőzve a Ducks a Matthew Knight Arénában nyert a Seattle Redhawks és a Minnesota Golden Gophers ellen is. A Central Michigan Chippewas elleni győzelemmel a legjobb nyolc közé jutottak, ahol kikaptak a nemzeti bajnok Notre Dame Fighting Irish ellen.

### Az Oregon Ducks a legjobb négy között
A 2018–19-es szezonban újra kijutottak az NCAA-tornára, ahol nyertek a Portland State Vikings és az Indiana Hoosiers ellen, így részt vehettek a portlandi regionális döntőn. Miután nyertek a South Dakota State Jackrabbits és a Mississippi State Bulldogs ellen, történetükben először a legjobb négy közé jutottak, ahol az elődöntőben kikaptak a Baylor Bears ellen.

### Győzelem a nemzeti válogatott ellen
A 2019–20-as szezon elején 93–86-ra legyőzték az USA nemzeti női válogatottját; ellenük utoljára a Tennessee Lady Volunteers nyert húsz évvel korábban.
Ionescu lett az NCAA első játékosa, aki elért kétezer pontot, ezer passzt és ezer labdavisszaszerzést. Utóbbi eredményt 2020. február 24-én érte el, ami Michael Voepel újságíró szerint ez érzelmes nap volt számára, ugyanis a mérkőzés előtt néhány órával beszélt a Kobe Bryant emlékére rendezett eseményen. Influenzája ellenére két számjegyű pontjait 26-ra növelte.
A Stanford Cardinals elleni győzelemmel a konferencia címgyőztese lettek. A Covid19 miatt a rájátszások elmaradtak.

### A nemzeti válogatott edzőhelyetteseként
2012 áprilisában Nikki Caldwellel az U18-as válogatottnál Katie Meier helyettesévé nevezték ki. A Brazília elleni 71–47-es győzelmükkel aranyérmet szereztek.
2013-ban az U19-es válogatott edzőhelyettese lett. A csapat a Franciaország elleni 61–28-as győzelemmel megszerezte egymásután hetedik aranyérmét.

## Nevezetes játékosai
- Courtney Vandersloot, a Gonzaga Bulldogs passzstatisztikájának vezetője[55]
- Jillian Alleyne, az Oregon Ducks legtöbbször két számjegyű pontot elérő játékosa[56]
- JR Payne, a Gonzaga Bulldogs játékosa[57]
- Katelan Redmon, a Gonzaga Bulldogs, majd a Washington Huskies játékosa[58]
- Ruthy Hebard, az Oregon Ducks játékosa, 2020-ban a Chicago Sky kiválasztotta[59]
- Sabrina Ionescu, az Oregon Ducks játékosa, a Pac-12 Conference év játékosa, 2020-ban a New York Liberty kiválasztotta[60]
- Satou Sabally, az Oregon Ducks játékosa, 2020-ban a Dallas Wings kiválasztotta[61]

## Nevezetes edzőhelyettesei
- Lisa Fortier, a Gonzaga Bulldogs kosárlabdáért felelős igazgatója[62]
- Mark Campbell, társ-, majd helyettes edző az Oregon Ducksnál[63]
- Nicole Powell, a Gonzaga Bulldogs edzőhelyettese[64]

## Díjai és kitüntetései
- West Coast Conference év edzője (2003, 2005, 2007, 2008, 2010, 2011, 2013, 2014)
- West Coast Conference szezon- és bajnoksággyőztes (2007, 2009, 2010, 2011, 2013, 2014)
- West Coast Conference szezongyőztes (2005–2014 között minden évben)
- Pac-12 Conference szezon- és bajnoksággyőztes (2008, 2020)[65][66]
- Pac-12 Conference szezongyőztes (2018–2020 között minden évben)

## Mérföldkövei
A Gonzaga Bulldogs vezetőedzőjeként
- 100. győzelem (összesen, 2003. március 1.)
- 100. győzelem (egyetemi, 2006. november 21.)
- 200. győzelem (összesen, 2008. január 26.)
- 100. győzelem (konferencia, 2008. február 28.)
- 200. győzelem (egyetemi, 2010. március 20.)
- 300. győzelem (összesen, 2011. november 17.)
- 300. győzelem (egyetemi, 2014. január 11.)

Az Oregon Ducks vezetőedzőjeként
- 400. győzelem (összesen, 2015. november 28.)
- 100. győzelem (egyetemi, 2018. december 2.)[67]
- 500. győzelem (összesen, 2019. február 24.)

## Eredményei vezetőedzőként
| Szezon | Eredmény                                   | Eredmény                                   | Helyezés                                   | Továbbjutás                                |
| Szezon | Összesített                                | Konferencia                                | Helyezés                                   | Továbbjutás                                |
| Saint Mary’s Gaels (West Coast Conference)                                                                    | Saint Mary’s Gaels (West Coast Conference) | Saint Mary’s Gaels (West Coast Conference) | Saint Mary’s Gaels (West Coast Conference) | Saint Mary’s Gaels (West Coast Conference) |
| --- | ------------------------------------------ | ------------------------------------------ | ------------------------------------------ | ------------------------------------------ |
| 1997–98 | 19–9                                       | 9–5                                        | T–4.                                       | –                                          |
| 1998–99 | 27–7                                       | 9–5                                        | T–2.                                       | NCAA első kör                              |
| 1999–00 | 20–10                                      | 11–3                                       | T–1.                                       | WNIT első kör                              |
| Eredmény: | 66–26 (.717)                               | 29–13 (.690)                               | –                                          | –                                          |
| Gonzaga Bulldogs (West Coast Conference)                                                                      |                                            |                                            |                                            |                                            |
| 2000–01 | 5–23                                       | 0–14                                       | 8.                                         | –                                          |
| 2001–02 | 11–18                                      | 2–12                                       | 8.                                         | –                                          |
| 2002–03 | 18–12                                      | 9–5                                        | T–2.                                       | –                                          |
| 2003–04 | 18–12                                      | 10–4                                       | T–2.                                       | WNIT első kör                              |
| 2004–05 | 28–4                                       | 14–0                                       | 1.                                         | WNIT második kör                           |
| 2005–06 | 16–14                                      | 11–3                                       | T–1.                                       | –                                          |
| 2006–07 | 24–10                                      | 13–1                                       | 1.                                         | NCAA első kör                              |
| 2007–08 | 25–9                                       | 13–1                                       | 1.                                         | WNIT első kör                              |
| 2008–09 | 27–7                                       | 12–2                                       | 1.                                         | NCAA második kör                           |
| 2009–10 | 29–5                                       | 14–0                                       | 1.                                         | NCAA Sweet Sixteen                         |
| 2010–11 | 31–5                                       | 14–0                                       | 1.                                         | NCAA Elite Eight                           |
| 2011–12 | 28–6                                       | 14–2                                       | 1.                                         | NCAA Sweet Sixteen                         |
| 2012–13 | 27–6                                       | 15–1                                       | 1.                                         | NCAA első kör                              |
| 2013–14 | 29–5                                       | 16–2                                       | 1.                                         | NCAA első kör                              |
| Eredmény: | 316–136 (.669)                             | 157–47 (.770)                              | –                                          | –                                          |
| Oregon Ducks (Pac-12 Conference)                                                                              |                                            |                                            |                                            |                                            |
| 2014–15 | 13–17                                      | 6–12                                       | T–9.                                       | –                                          |
| 2015–16 | 24–11                                      | 9–9                                        | 6.                                         | WNIT elődöntő                              |
| 2016–17 | 23–13                                      | 8–10                                       | 6.                                         | NCAA Elite Eight                           |
| 2017–18 | 33–5                                       | 16–2                                       | 1.                                         | NCAA Elite Eight                           |
| 2018–19 | 33–5                                       | 16–2                                       | 1.                                         | NCAA Final Four                            |
| 2019–20 | 31–2                                       | 17–1                                       | 1.                                         | A rájátszás elmaradt.                      |
| 2020–21 | 15–9                                       | 10–7                                       | 4.                                         | NCAA Sweet Sixteen                         |
| 2021–22 | 20–12                                      | 11–6                                       | 2.                                         | NCAA első kör                              |
| 2022–23 | 20–15                                      | 7–11                                       | T–8.                                       | WNIT Great 8                               |
| 2023–24 | 11–21                                      | 2–16                                       | 12.                                        | –                                          |
| Eredmény: | 223–100 (.690)                             | 102–76 (.573)                              | –                                          | –                                          |
| Összesen: | 605–273 (.689)                             | –                                          | –                                          | –                                          |
| Jelmagyarázat: Konferenciaszezon-bajnok Konferenciaszezon- és konferenciatorna-bajnok Konferenciatorna-bajnok |                                            |                                            |                                            |                                            |

## Fordítás
- Ez a szócikk részben vagy egészben  a   Kelly Graves című angol Wikipédia-szócikk ezen változatának fordításán alapul.  Az eredeti cikk szerkesztőit annak laptörténete sorolja fel. Ez a jelzés csupán a megfogalmazás eredetét és a szerzői jogokat jelzi, nem szolgál a cikkben szereplő információk forrásmegjelöléseként.